# Szabadgondolkodó

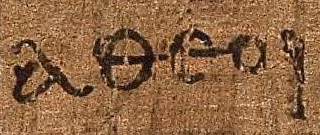
Az „αθεοι” (atheoi) görög szó, jelentése aki Isten nélkül él

A szabadgondolkodó olyan személy, aki a különböző dolgokról megfogalmazott véleményét a hagyománytól, a tekintélytől és a kritikátlanul elfogadott hittől függetlenül alakítja ki. 

## Jellemzői
A vallás tekintetében a szabadgondolkodók általában úgy vélik, hogy nincs elegendő  természettudományos bizonyíték a természetfeletti jelenségek valódiságának támogatására, szerintük senki sem lehet szabadon gondolkodó ember, aki vallási irodalom szerint gondolkodik vagy egyéb hitvallást követ. Senki nem szabadgondolkodó, aki kizárólag valamilyen tekintélyelvű, zárt és kötött gondolatrendszert, szentírást, vallást, ideológiát, dogmákat követ. Azért fontos kiemelni a zárt és kötött gondolatrendszert, mert vannak viszonylagosan szabadelvű vallások is, mint például a taoizmus, a zen vagy a buddhizmus bizonyos ágai.
A szabadgondolkodók azt hirdetik, hogy véleményüket pusztán az észszerűségre alapozva kell kialakítaniuk, mivel a kinyilatkoztatásokat és hasonló ígéreteket érvénytelennek tekintik, és számukra a hithűség nem az igazság garanciája. Hitük szerint az érzékelhető természeten túl nincs semmi, azaz nem léteznek természetfeletti dolgok, ezért a hívő emberrel szemben a szabadgondolkodó, a saját maga istene. A szabadgondolkodók általában úgy gondolják, hogy véleményük valóban pusztán az észszerű gondolkodáson alapszik. A  megismerés folyamatában a tudományos módszertant követik, de még magát a tudományt, mint egy felépült és bizonyított eszmerendszert sem tekintik minden egyes esetben elfogadhatónak. A tudomány szerintük ugyanis nem képes bizonyítani mindent a szabadgondolkodó ember számára.
A német freidenker kifejezés jelentése az, hogy a szabadgondolkodók olyan emberek, akik a felvilágosodás alapján független és öntudatos életstílust hirdetnek, és elutasítják a vallásokat, az egyházi dogmákat, ugyanakkor elfogadják az ateistákat, az agnosztikusokat, a szkeptikusokat és a világi humanistákat.

## Története

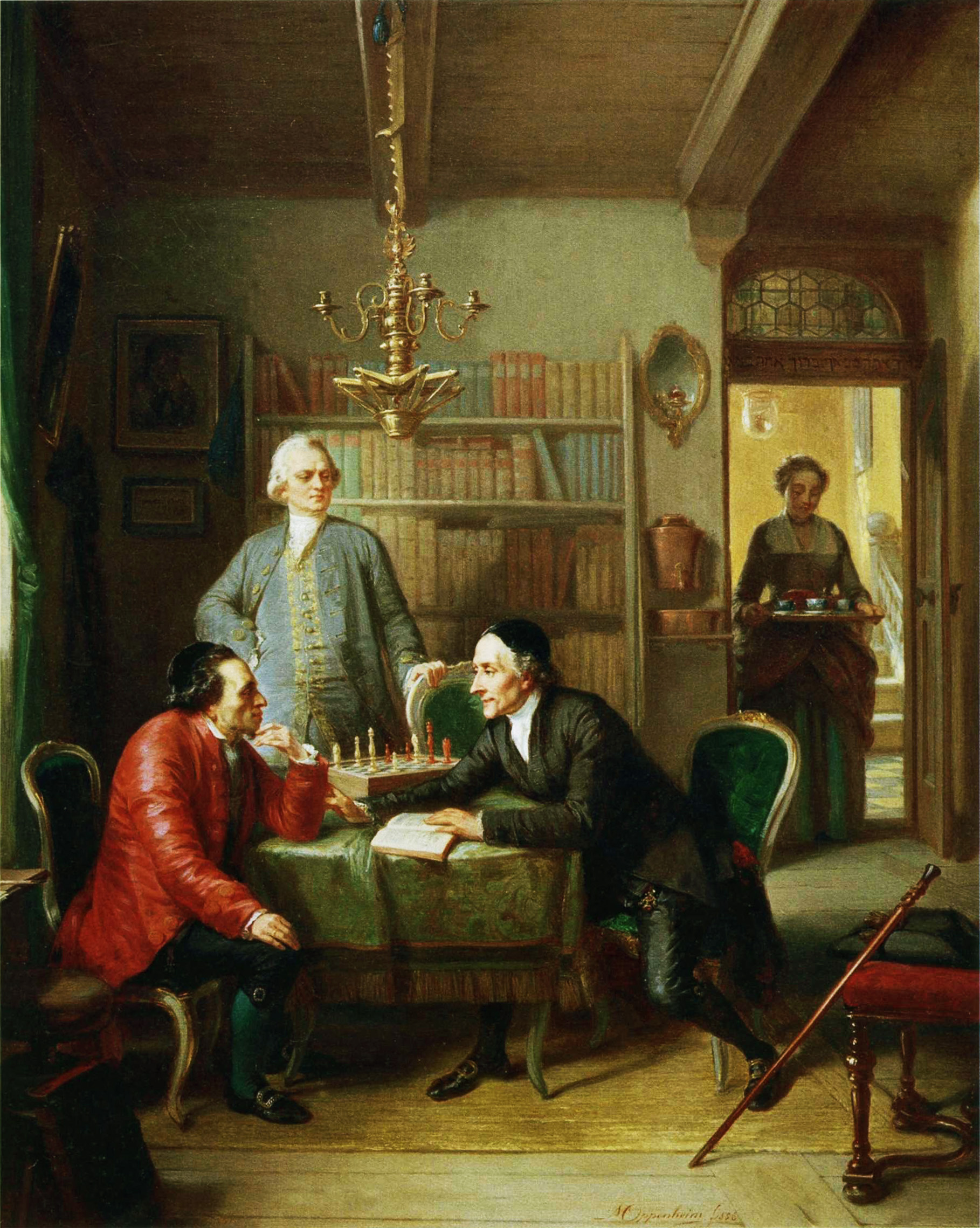
Híres német szabadgondolkodók: Moses Mendelssohn, Gotthold Ephraim Lessing, Johann Kaspar Lavater

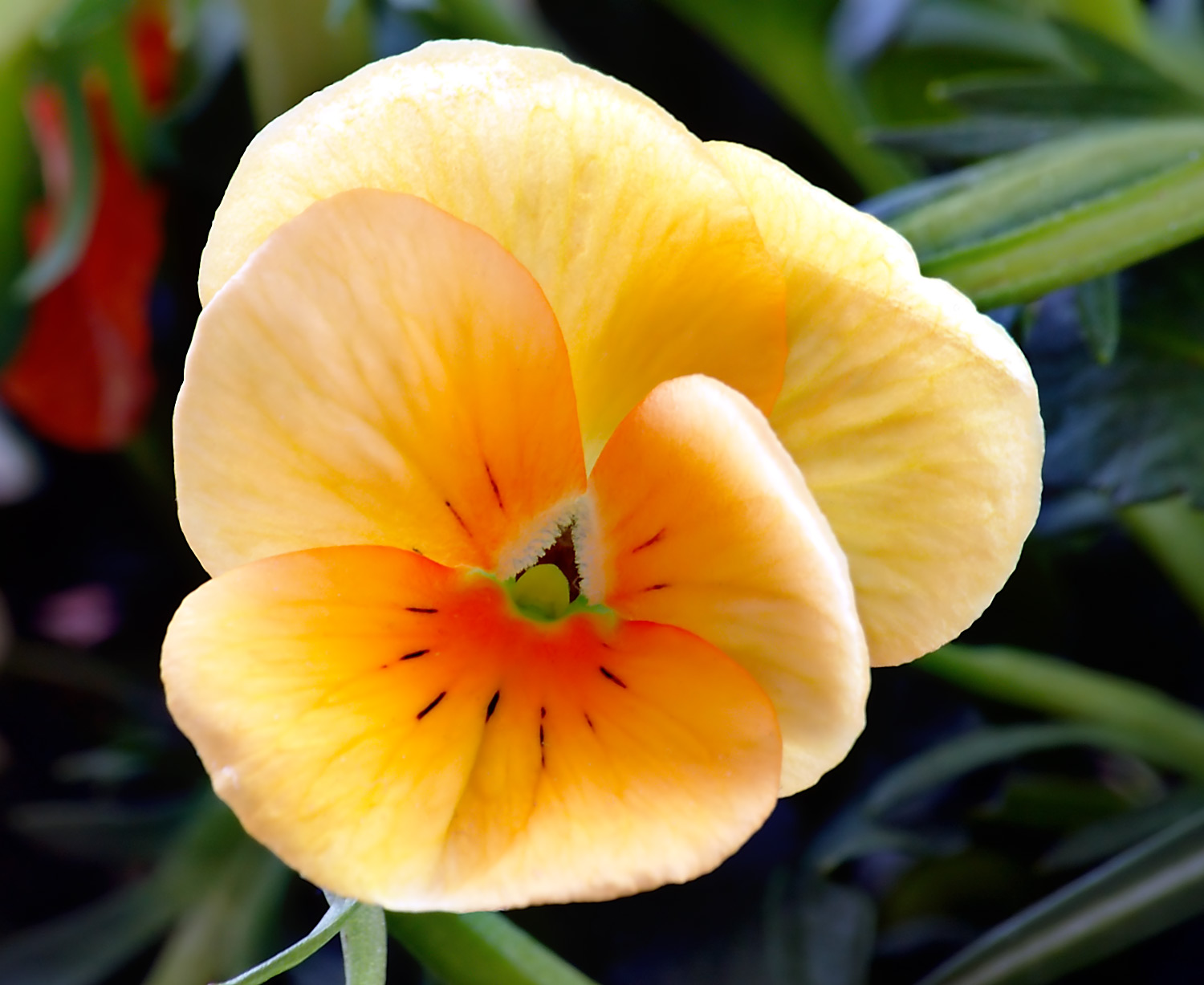
Kerti árvácska, hagyományosan a szabad gondolkodás szimbóluma angol nyelvterületen

Az 1600-as évet gyakran a modern szabadgondolkodás megalapító évének tekintik, amikor a katolikus egyház ösztönzésére Giordano Bruno egykori domonkos szerzetest eretnekség miatt megégették. 
De előtte és utána, szerte a keresztény Európában sok ember halt meg máglyán, amiért egy vagy több dogmával szemben álló véleményt támogattak. 
A fogalom régebben főleg az egyházellenes gondolkodást jelentette. A kifejezést először Angliában használták a 17. század végén, ahol azokat nevezték igy, akik Istenben hittek, de a keresztény egyházat támadták. Franciaországban a szabadgondolkodók (libres penseurs) inkább az ateizmust képviselték. A német freidenkerek külön szabad községeket alkottak, melyekből azután egy német szabadgondolkodó szövetség alakult.

Magyarországon az 1911-ben induló polgári radikális, baloldali és szabadkőműves szellemiségű Szabadgondolat című folyóiratban így fogalmazott a programadó cikk írója: 
„Mig a körülöttünk levő világ összefüggéseit nem ismertük, nem voltunk szabadok. A gondolkodás akkor szabadult fel, mikor a természeti tények szigorú megismerése s okszerű kapcsolatai új világot tártak fel a sötétben tapogatódzó ember előtt s összes eddigi tudását halomra döntötték.”  Ugyanebben a folyóiratban Messinger Simon jogi doktor, a szabadkőműves Deák páholy főmestere arra biztatja a szabadgondolkodókat, hogy egy szabadgondolkodó nem lehet fanatikus, mert meggyőződésének forrása a független egyéni bírálat és így következetesen tiszteletben kell tartania azoknak a meggyőződését is, akik ugyancsak független egyéni szellemi munka útján az övétől eltérő eredményhez jutnak.

## Kapcsolódó szócikk
- Szkepticizmus